# Мейсон (Огайо)
Мейсон (англ. Mason) — місто (англ. city) в США, в окрузі Воррен штату Огайо. Населення — 34 792 особи (2020).

## Географія
Мейсон розташований за координатами 39°21′6″ пн. ш. 84°18′8″ зх. д. / 39.35167° пн. ш. 84.30222° зх. д. (39.351798, -84.302180).  За даними Бюро перепису населення США в 2010 році місто мало площу 48,34 км², з яких 48,25 км² — суходіл та 0,09 км² — водойми.

### Клімат
| Клімат : Мейсон              | Клімат : Мейсон | Клімат : Мейсон | Клімат : Мейсон | Клімат : Мейсон | Клімат : Мейсон | Клімат : Мейсон | Клімат : Мейсон | Клімат : Мейсон | Клімат : Мейсон | Клімат : Мейсон | Клімат : Мейсон | Клімат : Мейсон | Клімат : Мейсон |
| Показник                     | Січ.            | Лют.            | Бер.            | Квіт.           | Трав.           | Черв.           | Лип.            | Серп.           | Вер.            | Жовт.           | Лист.           | Груд.           | Рік             |
| Абсолютний максимум, °C      | 22,2            | 24,4            | 28,9            | 31,7            | 33,9            | 36,1            | 40,0            | 38,3            | 36,7            | 31,1            | 27,2            | 23,9            | 40,0            |
| Середній максимум, °C        | 3,3             | 6,1             | 11,7            | 18,3            | 23,9            | 28,3            | 30,6            | 30,0            | 26,1            | 20,0            | 12,2            | 6,1             | 18,1            |
| Середній мінімум, °C         | −7,2            | −6,1            | −1,1            | 3,9             | 9,4             | 14,4            | 17,2            | 16,1            | 11,7            | 5,0             | 0,0             | −4,4            | 5,0             |
| Абсолютний мінімум, °C       | −31,7           | −25             | −23,3           | −7,8            | −2,8            | 2,2             | 4,4             | 5,0             | −3,3            | −11,1           | −19,4           | −30             | −31,7           |
| Норма опадів, мм             | 81              | 69              | 95              | 104             | 126             | 115             | 103             | 106             | 80              | 78              | 93              | 85              | 1135            |
| ---------------------------- | --------------- | --------------- | --------------- | --------------- | --------------- | --------------- | --------------- | --------------- | --------------- | --------------- | --------------- | --------------- | --------------- |
| Джерело: The Weather Channel |                 |                 |                 |                 |                 |                 |                 |                 |                 |                 |                 |                 |                 |

## Демографія
Згідно з переписом 2010 року, у місті мешкало 30 712 осіб у 11 016 домогосподарствах у складі 8205 родин. Густота населення становила 635 осіб/км².  Було 11471 помешкання (237/км²).
Расовий склад населення:
| - 85,1 % — білих - 9,0 % — азіатів - 3,3 % — чорних або афроамериканців - 0,2 % — корінних американців - 0,1 % — вихідців з тихоокеанських островів |

До двох чи більше рас належало 1,5 %. Частка іспаномовних становила 3,2 % від усіх жителів.
За віковим діапазоном населення розподілялося таким чином: 30,8 % — особи молодші 18 років, 59,3 % — особи у віці 18—64 років, 9,9 % — особи у віці 65 років та старші. Медіана віку мешканця становила 38,4 року. На 100 осіб жіночої статі у місті припадало 94,1 чоловіків;  на 100 жінок у віці від 18 років та старших — 90,1 чоловіків також старших 18 років.
Середній дохід на одне домашнє господарство  становив 110 585 доларів США (медіана — 86 994), а середній дохід на одну сім'ю — 128 931 долар (медіана — 111 752). Медіана доходів становила 82 462 долари для чоловіків та 54 369 доларів для жінок. За межею бідності перебувало 2,9 % осіб, у тому числі 2,1 % дітей у віці до 18 років та 4,6 % осіб у віці 65 років та старших.
Цивільне працевлаштоване населення становило 15 095 осіб. Основні галузі зайнятості: освіта, охорона здоров'я та соціальна допомога — 22,0 %, виробництво — 18,7 %, науковці, спеціалісти, менеджери — 13,1 %, роздрібна торгівля — 10,2 %.